# Robert Danz
Robert Danz (* 3. Juli 1841 in Oberweißbach, Fürstentum Schwarzburg-Rudolstadt; † 27. Oktober 1916 in Kreuznach, Rheinprovinz) war ein deutscher Landschafts- und Porträtmaler, Grafiker und Kunsterzieher.

## Leben
Nach einer Ausbildung als Porzellanmaler studierte Danz ab 1861 an der Großherzoglich-Sächsischen Kunstschule Weimar. Dort wurde er Schüler von Arthur von Ramberg, Stanislaus von Kalckreuth, Alexander Michelis, Theodor Hagen, Max Schmidt und Alexander Struys. Er unternahm Studienreisen nach Norwegen, Schleswig-Holstein, in den Nordharz und durch Thüringen und war Mitglied des Weimarer Radiervereines.

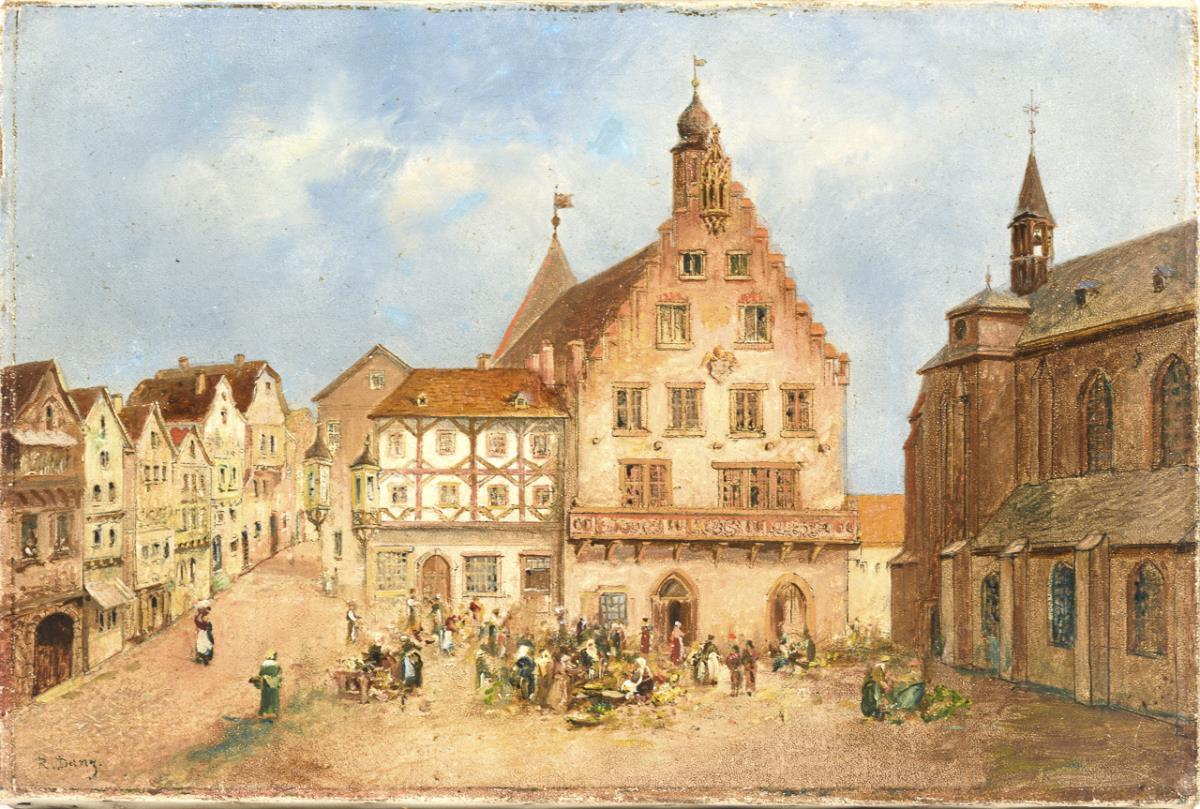
Stadtansicht von Kreuznach

1873 wurde in Weimar sein Sohn Wilhelm geboren, der später ebenfalls ein Maler wurde. Durch Vermittlung Kalckreuths wurde Danz 1880 Zeichenlehrer am Königlich-Preußischen Gymnasium in Kreuznach, eine Tätigkeit, die er bis 1901 innehatte.
Danz schuf anfänglich vor allem Landschaften aus Norwegen (1874), dem Nordharz und Thüringen (1880) und von der Ostseeküste als Ölgemälde, Aquarelle und Zeichnungen (Bleistift, Feder, Kohle). Werke aus dieser Schaffensphase zeigen eine impressionistisch beeinflusste Auffassung, die ihn als einen Vertreter der progressiven Weimarer Kunstschule ausweisen. Später malte er hingegen in einer spätromantisch geprägten Kunstauffassung hauptsächlich Stadtansichten und Landschaftsdarstellungen des Nahetals und des Hunsrücks.